# Насичена рідина
Рідина́ наси́чена (рос. жидкость насыщенная; англ. saturated liquid; нім. gesättigte Flüssigkeit f) — рідина, яка перебуває в термобаричній рівновазі з парою при тиску насичення.

## Загальна характеристика
Це рідина в точці (або за тиску) початку випаровування.
Насичена рідина — рідина, температура та тиск якої такі, що будь-яке зменшення тиску викликає закипання.
Насичена рідка вода при 0,01 °C має густину 999,79 кг/м3. Відповідний тиск становить 0,006 бар. При температурі 100 град С густина становить 958 кг/м3. Відповідний тиск становить 101,42 бар.

## Інтернет-ресурси
- Saturated Liquid Water